# 島嶼生物学
島嶼生物学（とうしょせいぶつがく）とは、島に生息する生物に関する生物地理学（生物学・地理学の学際研究分野）である。島嶼生物学は、生物の適応・進化・種多様性・個体数などについて生態学分野の研究を含み、生態学がかなりの部分を担っている。島嶼生態学もほぼ同じ意味で用いられる。
島には他所で見られない珍しい生物が存在する事が多い。その例として、ダーウィンが進化論の説明に用いたガラパゴス諸島は特に著名である。一方、その特異性のために、環境の悪化や外来種の移入などにより、絶滅の危機にさらされやすい弱い生態系である。

## 島の特徴
島は、海に囲まれた陸地のことであるが、この意味では大陸と島とには明確な区別はない。相対的に、大きいものを大陸と呼ぶ。ただし、生物の立場からは、島の大きさは重要な意味合いがある。大陸では、通常どの様な生物でも複数の個体群が生存可能である。これは、絶滅の危険の回避や、進化的な多様性から考えれば、重要な点である。また、色々な気候帯の区域が存在する。これは、その時点での環境の多様性と言う意味だけでなく、地学的な歴史上の気候変動に際しても、どこかに逃げ場が残る可能性を意味する。
これに対して島は、その面積の小ささから、気候の多様性に欠け、個体群の規模は制限され、絶滅が起きやすい側面がある一方、広い面積での生物の出入りが起きないために、特殊な生物が生き延びる場合がある。このように、生物にとっては、面積の差以上に、島の意味は大きい。

## 大陸島と海洋島
島の基盤に基づいて、島を大陸島と海洋島に分けられる。大陸のある地殻と、海洋の地殻では、島は構造的に異なっている。
大陸のある地殻では、大陸を構成する花崗岩質の部分が、海洋底を構成する玄武岩質の地殻に浮いており、その周辺の部分が大陸棚を構成する。大陸棚にある島を大陸島という。大陸島は、大陸の一部か、その近くの火山島などとして生まれ、周囲の海はせいぜい数百mと、さほど深くない。このような島は、歴史上の地殻変動や海水面の上下の中で、大陸や周辺の島と陸続きになった歴史をもつ場合が多い。陸続きになった歴史があれば、生物は陸地伝いに移動できる。そのため大陸島では、淡水魚・陸産貝・両生類など、海水に耐えられない生物が生息し、各分類群の生物が満遍なく存在する。日本列島・琉球列島、グレートブリテン島などはこれにあたる。
海洋の地殻では、玄武岩質の地殻が海洋底にあり、部分的に火山活動で生じた高い山が、島として海上に顔を出している。このような島を海洋島という。海洋島では、ごく近い島をのぞいては、その間の海は数千mの深海であり、歴史上、他の島と陸続きになった歴史をもたない。このような島では、海を渡ることができる生物、海鳥や海岸性植物以外は、原則としてたどり着く事はなく、偶発的に生きたまま漂着した生物が島の生物相を支える材料となる。したがって、海水に弱いもの（両生類やコウモリ以外の哺乳類など海を渡れない生物）は海洋島に存在する可能性が低い。このように、生物の定着が偶発的な出来事であるため、海洋島では生物相に偏りが生じる。小笠原諸島、大東諸島の生物相がこれに該当する。世界的には、ガラパゴス諸島もこれであり、ハワイ諸島も、元来はアリが生息していなかったほど、特殊な生物相を持っていた。また、海鳥にとっては、このような島は、敵がやって来ない場である事から、集団繁殖の場として選ばれることがある。

## 島の生物相の特徴
島の生物相の特徴として、大陸島、海洋島を通じて次のようなものがある。
- 固有種が多い事：その島のみに生息する生物種が多い。これは、海を隔てているために個体群が隔離されている事、および島においては個体群の規模が小さい事がその理由と考えられる。その個体群に生じた突然変異は、遺伝的浮動によって個体群内に広まることがある。このようにして生じた変異が次第に蓄積されることが、新たな生物種が生じる一因になると考えられている。

- 生きている化石的な生物が見られる場合がある。大陸では、どこかで新しい型の生物が進化すれば、それによって古い型の生物が絶滅させられる事が多い。しかし、孤立した島で、そのような生物が残る場合がある。オーストラリアの有袋類は、その大規模な例である。

- 特定分類群の適応放散現象が見られる事。特に海洋島では、分類群の組成にいびつな場合があって、ある一群の生物が、やたら種類が多かったり、形に変化が多かったりといった現象が見られる。これは、住んでいる生物種が少ない中で、他の地域では別の分類群が暮している場（生態的地位）があいているために、それを埋めるように存在する生物群のものから、色々な生活をするものが分かれて来るためと考えられ、これを適応放散と言う。ガラパゴス諸島のダーウィンフィンチなどがその例である。

- 飛行能力のある動物で、飛べないものが出現しやすい。具体的には、鳥と昆虫であるが、島に生息する種では、飛べなくなったものが往々にして見受けられる。これは、捕食者がいない場合、飛ぶ必要がないので飛ばなくなった事と、島では、うっかり飛べると島外へ出てしまい、死亡する確率が高いためともいわれている。沖縄本島北部のヤンバルクイナもその例であるが、クイナ類は、太平洋諸島のあちこちで、飛べない種を輩出している。

## 面積と種数の関係
島に生息する生物数についての説明については複数の説がある。詳細は種数面積関係を参照されたい。以下に、代表的な説である種数平衡説について説明する。
島の面積と生息生物種の数に密接な関係があることは、古くから指摘されて来た。一般的には、面積が広いほど多くの種数が生息可能である。これは、納得しやすい。島が広いほど、環境も多様である可能性が高く、個体群も大きいものが維持できるからである。事実、日本列島のような、ひとまとまりの島において、ある分類群を取り上げ、島の面積とその種数をグラフに書けば、面積と種数の強い相関をあらわす、一定の曲線が示せる。しかし、別の群島での同じようなグラフを書けば、また違ったものとなり、特に海洋島では、種数がはるかに少ない場合が多く、その理由に明確な説明を示せなかった。
これを打破したのが、R.マッカーサーとE.O.ウィルソンの種数平衡説である。彼らは、島の生物の個体群は、少しずつ入れ替わっているのだと考えた。まず、島の生物の個体群は、一定の確率で絶滅していると考えた。どのような個体群でも、絶滅の危機は存在するが、島ではそれは現実のものであって、特に島が小さければ、その危険はずっと大きくなる。これは、島が小さければ、維持できる個体数は小さくなるので、当然である。つまり、このままでは、島の生物は次第にその種数を減らしてしまう。
他方、島へ侵入する生物種も存在する。それがどのような形であれ、外から島へ入り込んだ生物のうち、ある程度の割合で、定着するものが出るとみなすのである。そうすると、そのような侵入する種の数は、何で決まるかと言えば、供給源、すなわち、大陸からの距離によって決まると考えた。大陸から遠ければ遠いほど、生物が到着する確率は低くなるから、侵入する種数は少なくなるわけである。
すなわち、島の生物種数は、次の2つの現象の影響下で、一定の値になると考える。1：島の面積が小さいほど、存在する生物種の絶滅確率は大きくなる。2：島が大陸から離れているほど、島に侵入する生物種の数は少なくなる。
この考えは、実際の島だけではなく、生息可能な環境が島のように離れ離れになっている生物の場合（例えば都市の中心にある自然公園や保護林）にも適用できる事から、重要な考え方である。